# Llayangudi
Llayangudi è una suddivisione dell'India, classificata come town panchayat, di 19.100 abitanti, situata nel distretto di Sivaganga, nello stato federato del Tamil Nadu. In base al numero di abitanti la città rientra nella classe IV (da 10.000 a 19.999 persone).

## Geografia fisica
La città è situata a 09° 38' 18 N e 78° 37' 35 E.

## Società

### Evoluzione demografica
Al censimento del 2001 la popolazione di Llayangudi assommava a 19.100 persone, delle quali 9.128 maschi e 9.972 femmine. I bambini di età inferiore o uguale ai sei anni assommavano a 2.215, dei quali 1.126 maschi e 1.089 femmine. Infine, coloro che erano in grado di saper almeno leggere e scrivere erano 14.536, dei quali 7.372 maschi e 7.164 femmine.